# Mlabri
Los "Mlabri" o "Mrabri" son un grupo étnico de Tailandia y Laos considerados "el pueblo más interesante y menos estudiado en el sudeste asiático". Actualmente, se cree que viven 300 o menos personas relacionadas genéticamente con este pueblo, aunque algunas estimaciones dan números cercanos a 100 personas.

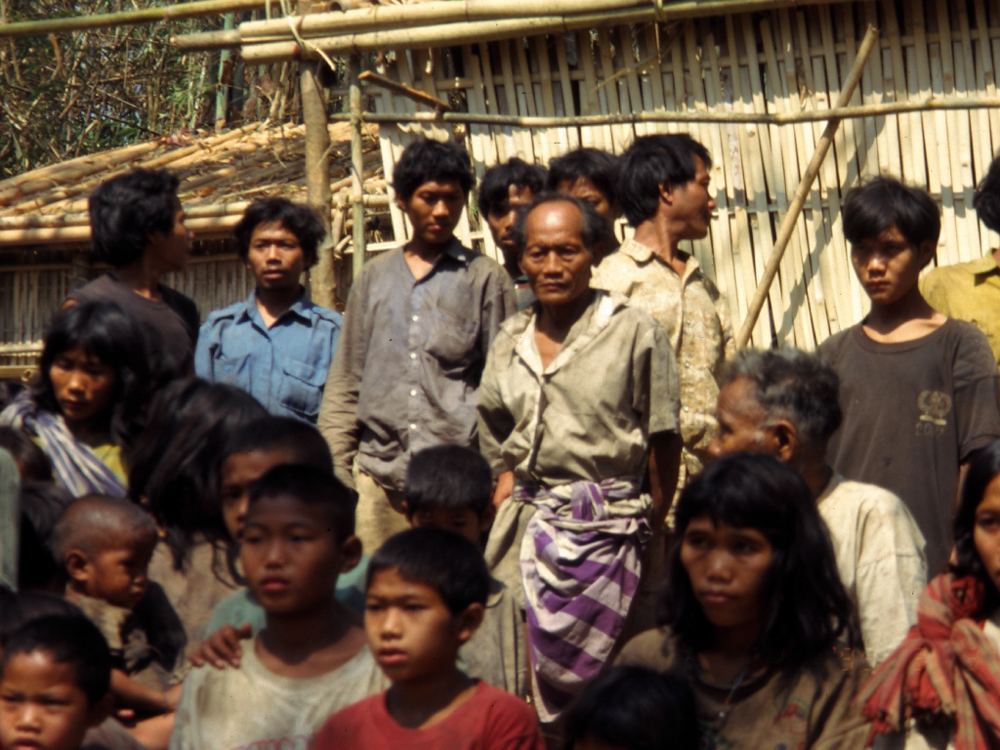
Los Mlabri de Tailandia.

La tribu, cazadores nómadas y pastores, tiene su espacio entre el norte de Tailandia y la frontera con Laos. El grupo de Tailandia vive cerca de los Hmong y los Thai. El grupo de Laos también vive cerca de otros grupos étnicos. El idioma mlabri es una lengua austroasiática de la rama khmuica.

## Etimología
El nombre Mlabri es una alteración de la palabra Mrabri, que parece provenir del término Khmuic que significa "gente del bosque".

## Genética
Los Mlabri son probablemente la única comunidad humana con efecto fundador extremo que se conoce. Según la historia relatada por una tribu vecina (que, al contrario que ellos, es sedentaria y practica la agricultura) los Mlabri son los descendientes de un niño y una niña que fueron abandonados río abajo hace 1000 años. En 2005 se realizaron pruebas de ADN a varios individuos de la tribu que arrojaban conclusiones concordantes con esta historia: 58 de los 300 Mlabri existentes presentaban cierta secuencia genética idéntica (algo nunca visto en otra población humana) y de acuerdo con la genética, descendían de una sola mujer inicial y menos de 4 hombres, quizás uno solo.

## Estilo de vida
Los Mlabri tienen un estilo de vida extremadamente primitivo. Son nómadas y no tienen verdaderas casas, construyen refugios temporales con hojas de palmeras y cañas de bambú. Son cazadores y pastores, aunque la mayor parte de sus alimentos provienen de la ganadería. 
Tienen pocas ceremonias sociales y no tienen una religión oficial, aunque creen en unos pocos espíritus del bosque y en algunos espíritus de elementos (agua, fuego, etcétera). Carecen de leyendas, canciones o danzas, si bien a veces cantan jugando, improvisando. Los matrimonios se concluyen después de la petición, sin dote. Los muertos son quemados cerca de donde murieron antes de que la tribu siga moviéndose.
El antropólogo austríaco Hugo Adolf Bernatzik publicó su estudio etnográfico Die Geister der Gelben Blätter. Forschungsreisen in Hinterindien en 1938, donde reflejó sus profundas observaciones de esta tribu, con la que contactó en las junglas que se extienden entre los anchurosos valles del Mekong y el Menan. Sus vecinos los conocen como los Phi Tong Luang (Espíritus de las Hojas Amarillas), por su carácter esquivo y huidizo y su costumbre de vivir en sencillos refugios de hojas de palma abanicada, que abandonaban cada cuatro o cinco días, y de los que sólo queda un resto de hojas amarilleadas y marchitas.
Bernatzik dice que los Phi Tong Luang se llaman a sí mismos "yumbri", palabra que en su lengua significa "hombres de la jungla". Los grupos con los que contactó eran todos pequeños, formados por entre 3 y 11 personas; ninguno de ellas pasaba de los 50 años, nadie se acordaba de sus abuelos y no encontraron a un solo individuo que tuviese vivos todos los parientes más próximos, pues las muertes por tigres, osos, picaduras de cobras reales, caídas de árboles y ataques de pueblos vecinos eran muy frecuentes. Se alimentaban de frutos, raíces, bayas, hojas, brotes de bambú, médula de palmera y tubérculos. Capturaban algunos pequeños animales, pero apenas usaban armas. No practicaban la agricultura -los espíritus se lo prohíben-, y conseguían algunos alimentos -arroz, carne, sal- por trueque con otros pueblos, como los meo. Los grupos que Bernatzik visitó no poseían vocablos para expresar los números, ni términos equivalentes a los de par, docena, etcétera; únicamente usaban los conceptos de mucho (nakobe) y poco (neremoy). Algunos usaban las denominaciones numéricas de los laotienses o de los meo, pero al parecer las utilizaban arbitrariamente y desconocían su valor.